# Ailill Inbandae mac Eógain Beóil
Ailill Inbandae mac Eógain Beóil (mort en 550) est roi de Connacht issu des Uí Fiachrach une branche des Connachta. Il est le fils et successeur de Eógan Bél mac Cellaig tué vers 543/547 par les Uí Néill du Nord,.

## Contexte
Son surnom signifie « l'efféminé ». Il poursuit la faide de son père avec les Uí Néill Il est lui-aussi tué lors de la bataille de Cúl Conaire en Cera, (comté de Mayo) avec son frère Áed Fortobol (le Fort) par Fergus et Domnall les fils de Muirchertach mac Muiredaig du Cenél nEógain. Cependant Francis John Byrne estime qu'il s'agit d'une mauvaise interprétation et qu'il est tué par ses cousin Fir Chera des Uí Fiachrach qui descendaient de Macc Ercae († c. 542), le second fils de Ailill Molt car c'est sur leur territoire qu'à lieu le combat.Il aurait eu comme successeur Echu Timcharna du sept Uí Briúin Aí

## Sources
- (en) Francis John Byrne, Irish Kings and High-Kings, Londres, Batsford, 1973 (ISBN 0-7134-5882-8)
- (en) T.W Moody, F.X. Martin, F.J. Byrne A New History of Ireland IX Maps, Genealogies, Lists. A companion to Irish History part II . Oxford University Press réédition 2011  (ISBN 9780199593064) Kings of Connacht to 1224 p. 138.
- (en) Edel Bhreathnach (Ouvrage collectif sous la direction ) The Kingship and landscape of Tara, Four Courts Press (Dublin 2005)  (ISBN 1851829547) « Historical Connachta and Early Ui Neill » Table 2 p. 342-343.
- (en) Gearóid Mac Niocaill, Ireland before Vikings, Dublin, Gill & Macmillan, 1972